# Gammelbergtjärnarna
Gammelbergtjärnarna är en sjö i Överkalix kommun i Norrbotten och ingår i Kalixälvens huvudavrinningsområde.